# 魚戸おさむ
魚戸 おさむ（うおと おさむ、本名：魚戸 修、1957年5月9日 - ）は、日本の漫画家。北海道函館市出身。

## 来歴
上京後、星野之宣・村上もとかのアシスタントを経て、1985年の『わんぱっくコミック』（徳間書店）に『忍者じゃじゃ丸くん』を執筆、商業誌デビューを果たす。漫画雑誌での初連載作品は1987年に『月刊コロコロコミック』（小学館）にて開始された『熱拳カンフークラブ』。代表作にテレビドラマ化された『家栽の人』（原作：毛利甚八）、『イリヤッド-入矢堂見聞録-』（原作：東周斎雅楽）などがある。
生活クラブの組合員であり、クラブが提携する特産品を紹介するコーナーのイラストをクラブの情報誌で担当している。
「ビッグコミック」2017年1月10日号から、終末医療をテーマにした作品『はっぴーえんど』の連載を開始した。数年前から構想を練って在宅医療に携わる医師らから取材を重ねて現場を歩き、生まれ育った函館市を舞台に、「都会過ぎず、田舎過ぎない場所」として函館の街も描いている。

## 作品リスト
- 熱拳カンフークラブ
- 家栽の人 （原作：毛利甚八、監修：山崎司平）
- イリヤッド-入矢堂見聞録-（原作：東周斎雅楽）
- がんばるな!!! 家康
- ケントの方舟（原作：毛利甚八）
- ナイショのひみこさん
- ニコパチ堂主人 大津次郎
- 斗馬（原作：若林敏生）
- 大畸人伝: 魚戸おさむ短編集
- イーハトーブ農学校の賢治先生（原作：佐藤成）
- 玄米せんせいの弁当箱（脚本：北原雅紀）
- ひよっこ料理人
- はっぴーえんど（監修：大津秀一）
- 週刊マンガ日本史第37号『福澤諭吉』（朝日新聞出版）
- 食卓の向こう側 コミック編（原作：渡辺美穂、佐藤弘、西日本新聞社）
- がんばりょんかぁ、マサコちゃん（原作：宮崎克）
- 危険なふたり The dangerous connection（『ビッグコミックオリジナル』2024年4号[6]）
- 魔界の議場（原作：三田紀房、『ビッグコミックスピリッツ』2025年13号[7] - ）

絵本
- いのちをいただく みいちゃんがお肉になる日（原作：内田美智子、講談社）
- はなちゃんのみそ汁（原作：安武信吾、千恵、はな共著、講談社）
- 「弁当の日」がやってきた!!（原作：竹下和男、講談社）
- マーガレットとジョニー スーパー恋物語 （原作：三遊亭白鳥、講談社）

ゲームコミカライズ
- 忍者じゃじゃ丸くん
- いっき
- かんしゃく玉投げカン太郎 東海道五十三次
- テラクレスタ
- マイティボンジャック

## 関連人物
村上もとか
1976年に19歳でアシスタントとして村上の元に入り7か月後に脱走同然で辞するが、2年後に再びアシスタントとして師事した。11歳の時に父を亡くしており「先生というよりも父さんみたいな感じがする」として慕っている。村上の作品である『六三四の剣』には「魚戸オサム」という名前のキャラがレギュラー出演している。
星野之宣
短期間アシスタントを務めた後、共通の担当編集者の紹介で、村上のアシスタントとなる。
花沢健吾
元アシスタント。